# Grand Palais

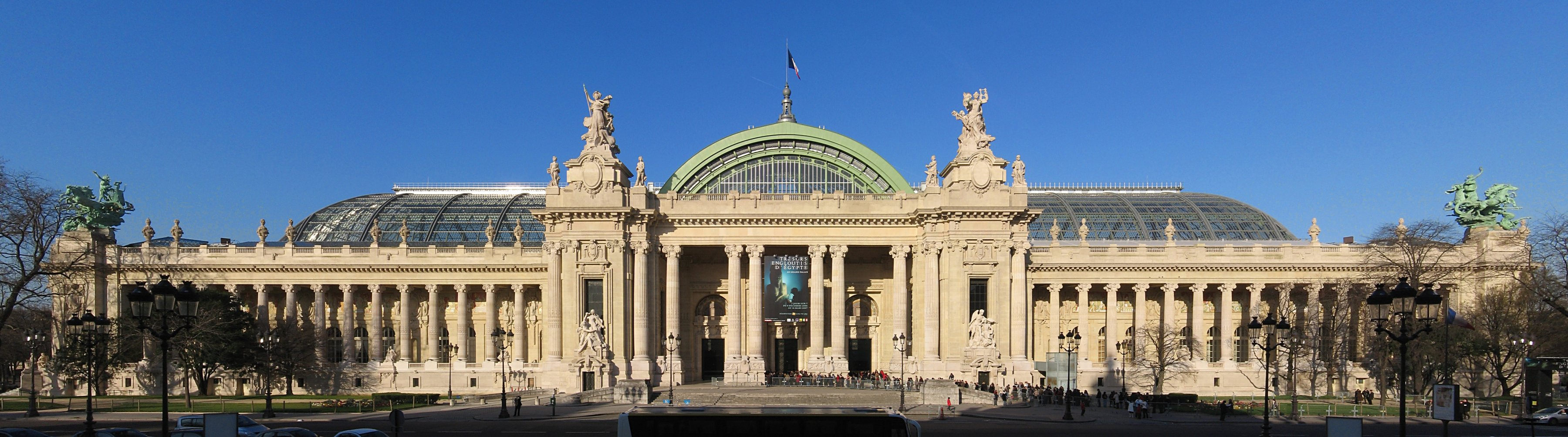

Grand Palais (Wielki Pałac) – duża, przeszklona hala wystawowa położona w paryskiej 8 dzielnicy. Hala została zbudowana na wystawę światową jaka odbyła się w Paryżu w 1900 roku.
Grand Palais został zbudowany w tym samym czasie co Petit Palais oraz most Aleksandra III. Celem budowy wszystkich wymienionych budynków było jak najlepsze przyjęcie przez Paryż wystawy Expo.
Zewnętrzna część Grand Palais została zbudowana w stylu neobarokowym końca XIX w.
W 1993, ze względu na szeroko rozwinięte prace restauracyjne, Grand Palais został zamknięty na następne 12 lat. Ponowne otwarcie budynku odbyło się oficjalnie 24 września 2005.
Mało znanym faktem jest posiadanie przez Grand Palais dużego posterunku policji, który ma na celu odpowiednią ochronę eksponatów wystawianych podczas wystaw.